# МіГ-25
МіГ-25 (за кодифікацією НАТО: Foxbat) — радянський висотний винищувач-перехоплювач, перший у світі серійний винищувач, що досяг швидкості понад 3000 км/год. У варіанті МіГ-25Р здатний виконувати завдання літака-розвідника.
Подальшим розвитком проекту став літак МіГ-31.

## Розробка

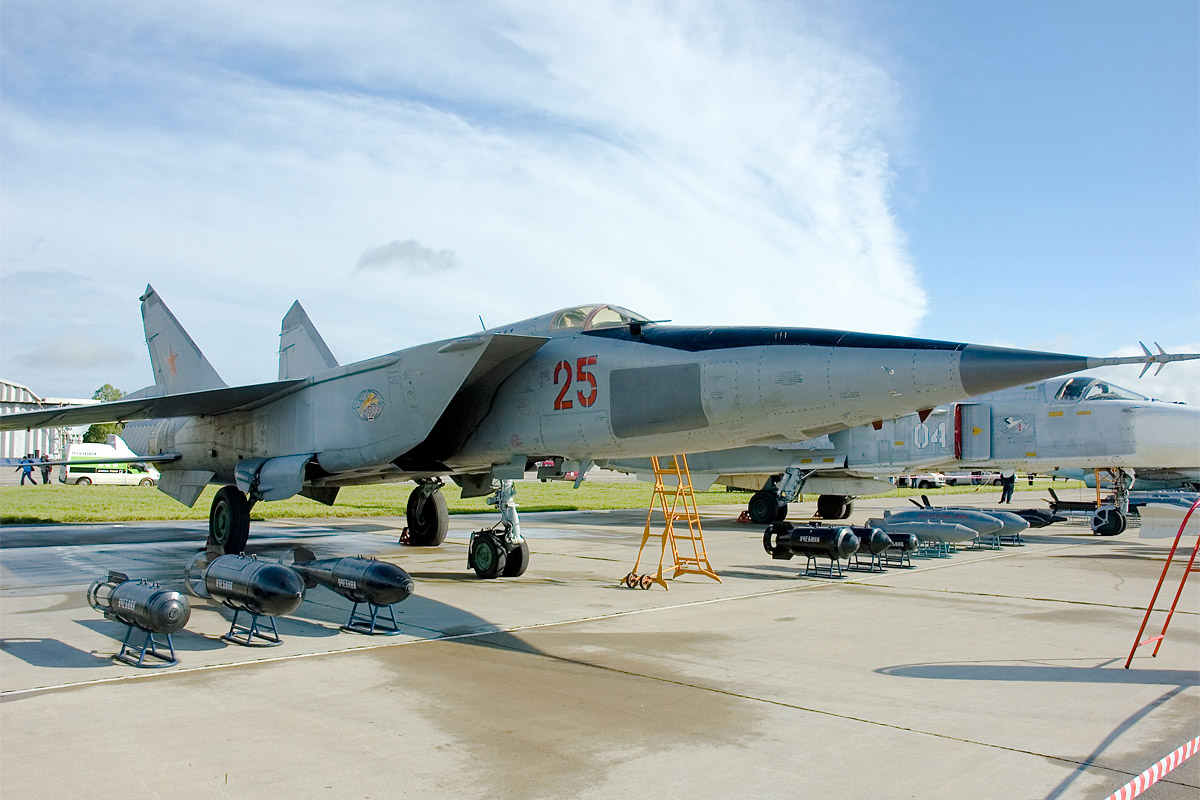
МіГ-25РБ

Наприкінці 50-х років, XX століття, в СРСР була розгорнута розробка військового літака, який був би здатний перехопити американський надзвуковий бомбардувальник Convair B-58 Hustler та його наступника — перспективний стратегічний бомбардувальник XB-70 «Валькірія», який мав крейсерську швидкість 3 Маха та ракети. ОКБ А. Мікояна було зроблено замовлення на конструкцію винищувача, здатного розвивати трикратну швидкість звуку і вражати цілі у висотному діапазоні від 0 до 25 000 м.
Наказ для радянських конструкторських бюро про початок робіт над перспективним висотним перехоплювачем Е-155 надійшов від 10 березня 1961 року. Перший прототип Е-155Р-1 був готовий вже до грудня 1963 року. Заводські випробування почалися 6 березня 1964 року.
У процесі випробувань і доведень було встановлено декілька світових авіаційних рекордів. У документах ФАІ рекордна машина проходила під шифром Е-266 з двигунами Р-266. Навіть після завершення випробувань і початку серійної побудови в 1969 році дослідні екземпляри машини продовжували експлуатуватися, в тому числі і для досягнення нових рекордів.
3 квітня 1975 року за проведення державних випробувань МіГ-25 заслужений льотчик-випробувач СРСР Степан Анастасович Мікоян був удостоєний звання Героя Радянського Союзу.

## Конструкція літака
Літак являє собою двомоторний високоплан із трапецієподібним крилом, бічними повітрозабірниками, двокілевим вертикальним і суцільноповоротним горизонтальним оперенням. Літак виготовлений з високоміцних нержавіючих сталей ВНС-2, ВНС-5, ЭИ-878, СН-3, ЭИ-703 и ВЛ-1 (близько 80 % по масі), а також алюмінієвого Д19АТ (11 %) і титанового 0Т4-1 (8 %) сплавів. Основний вид з'єднань у конструкції — автоматичне і напівавтоматичне контактне і дугове зварювання.

### Фюзеляж
Фюзеляж — типу монокок з додатковими нижніми лонжеронами і балками. Являє собою єдиний агрегат без експлуатаційних роз'ємів. Технологічно фюзеляж складається з переднього відсіку (до силового шпангоута № 2), закабінного відсіку (між сил. шп. № 2—3), відсіку паливних баків (сил. шп. № 3—12), хвостової частини (сил. шп. № 12—14), двох повітрозабірників (до шп. № 6) і хвостового кока (за шп. № 14). Поперечний набір фюзеляжу утворений 57 шпангоутами, 15 з яких — силові.
У верхній частині переднього відсіку фюзеляжу розташована гермокабіна льотчика, а під нею — обладнання. Ліхтар кабіни складається з козирка і відкидної частини виготовлений з термостійкого оргскла товщиною 20 мм (козирок) і 12 мм (відкидна частина). Відкриття та закриття ліхтаря — ручне. У відкритому положенні відкидна частина фіксується підкосом спереду і штангою стопору ззаду. У закритому положенні вона замикається чотирма замками і герметизується шлангом, який надувається стисненим повітрям. Носова частина переднього відсіку, в залежності від модифікації літака, має різну конструкцію. Носова частина розвідника-бомбардувальника складається з набору діафрагм і стрингерів з приклепаною до них алюмінієвою обшивкою. Всередині неї знаходяться агрегати спеціального фото- і радіоелектронного обладнання, змонтовані на платформі, яка при виконанні ТО може опускатися і підніматися на тросах за допомогою лебідки. У носовій частині переднього відсіку перехоплювача розташована РЛС, антена якої закрита радіопрозорим конусом. На навчально-тренувальному літаку в носовій частині розташована гермокабіна інструктора.
Закабінний відсік складається з герметичної теплоізольованої верхньої частини, в якій встановлено радіоелектронне обладнання, і негерметичної ніші передньої опори шасі. За конструкцією закабінний відсік — напівмонокок, утворений панелями, які виконані зі сплаву Д19АТ.
Відсік паливних баків — основний силовий відсік фюзеляжу, розділений шпангоутами на шість баків. Відсік містить вузли навішування консолей крила, основних опор шасі і двигунів. Між сил. шп. № 6 та № 9 проходять повітряні канали двигунів і розташовуються ніші основних опор.
Хвостова частина фюзеляжу містить вузли навішування двигунів, килів і підфюзеляжних гребенів. Тут розташовані відсіки бустерів і балки кріплення консолей стабілізатора. Крім того, на шп. № 14 закріплені гідроциліндри нижнього і верхнього гальмівних щитків і гойдалки управління рулями повороту. Низ фюзеляжу між шп. № 9 і № 13 представляють собою відкидні панелі для ТО, демонтажу і монтажу двигунів.
Повітрозабірник кожного двигуна автономний, прямокутного змінного перерізу. Оснащений двостулковим регульованим клином, передня стулка якого має отвори для відсмоктування граничного шару, а на задній встановлений турбулізатор, а також регульованою нижньою стулкою, яка може займати три фіксованих положення.
Хвостовий кок фюзеляжу приклепаний до сил. шп. № 14. Він включає внутрішню (сталеву) частину і зовнішні (титанові) панелі: ніші верхнього і нижнього гальмівних щитків і контейнер гальмівних парашутів з дюралюмінієвою кришкою. Гальмівні щитки відхиляються на кут 45°. Загальна площа гальмівних парашутів — 50 м². Парашути можуть випускатися по команді льотчика або автоматично при торканні землі.

### Крило
Крило — вільно несуче, трапецієподібне, має аеродинамічну крутку. Подовження крила — 2,94, звуження — 3,1, кут поперечного «V» — 5°. Стрілоподібність крила по передньому краю — 41°02' (розвідники-бомбардувальники) або змінна (змінюється з віддаленням від фюзеляжу) — від 42°30' до 41°02' (перехоплювачі). Кут стрілоподібності по задньому краю — 9°29'. Профіль крила в кореневій частині — П-44М (відносна товщина 3,7 %), в кінцевий — П-101М (4,76 %). Кут встановлення крила +2°.
Консоль крила кріпиться до фюзеляжу в п'яти точках. Основними силовими елементами консолі є передній, середній і задній лонжерони, а також передній і задній стрингери. Поздовжній набір, нервюри і обшивка виконані в основному зі сталі і з'єднані за допомогою зварювання. Внутрішній простір консолі є два герметичних відсіки, що утворюють передній і задній крильові паливні баки. Носок крила — знімний, зварений з титанового сплаву. Усередині носка проходить паливопровід і електроджгути. На закінцівках закріплені протифлаттерні вантажі.
Двосекційний елерон — клепаної конструкції з Д19АТ із сотовим заповнювачем, кути його відхилення до +/-25°. У носку елерона розташований протифлаттерний вантаж. Закрилок клепаної конструкції із сотовим заповнювачем. Кут відхилення — 25°. На літаках перших серій до № 840СЧ09 (перехоплювачі) і № 020СЛ04 (розвідники) закрилки оснащувалися системою здуву граничного шару і відхилялися при посадці на кут 47°.

### Хвостове оперення
Кілі — трьохлонжеронне, каркас виконаний зі сталі ВНС-5, обшивка — з Д19АТ. Кіль кріпиться до фюзеляжу в чотирьох точках. Кермо повороту — клепаної конструкції, відхиляється на кут до 25° в обидва боки. Горизонтальне оперення — суцільноповоротне, диференційно відхиляється. Кути відхилення на зльоті і посадці — від −32° до +13°, а при максимальній швидкості — від −12,5° до +5°. Літак оснащений двома симетрично встановленими підфюзеляжними аеродинамічними гребенями клепаної конструкції. Кожен гребінь складається з двох частин: передньої, приєднаної до заглушки обслуговування двигуна, і задньої, закріпленої на хвостовій частині фюзеляжу. Задня частина лівого гребеня оснащена відхилюваною штангою, що є датчиком торкання землі і яка керує автоматичним випуском гальмівних парашутів.

### Шасі
Шасі — трьохопорне з носовим колесом, яке забирається по напрямку польоту (вперед). Передня опора — напівважільного типу, керована, оснащена двома спареними колесами КТ-112/2 або КТ-112А з пневматиками 700×200 мм. Основні опори — важільного типу, на них встановлено по одному гальмівному колесу КТ-111/2А або КТ-111А з пневматики 1300×360 мм. Прибирання і випуск шасі відбувається за допомогою гідросистеми, аварійний випуск — від повітряної системи.

### Двигуни
Силова установка літаків ранніх випусків включала два турбореактивні двигуни Р-15Б-300. Пізніше встановлювалися Р-15БД-300. Двигун — одновальний, з осьовим п'ятиступеневим компресором, індивідуальними камерами згоряння в загальному корпусі, одноступінчатою турбіною, форсажною камерою і двостулковим трипозиційним ежекторним соплом. Для полегшення обслуговування двигуни повернуті назовні щодо поздовжніх осей на 13°, завдяки чому коробки літакових агрегатів розведені в зовнішні сторони. Реактивні сопла відхилені на 2°30' вгору і на 1°46' — назовні. Паливо — гас марок Т-6 і Т-7П, розміщується в шести фюзеляжних і чотирьох крилових баках. Загальна кількість палива на перехоплювачі — 14750 кг. Під фюзеляжем розвідників-бомбардувальників і МіГ-25ПД може підвішуватися ППБ ємністю 5300 л (4370 кг). МіГ-25Р, випущені до середини 1970-х рр., мають два додаткові паливні баки в кілях.
Протипожежні системи двигунів — автономні, кожна поділяється на дві підсистеми: сигналізації про пожежу та пожежогасіння. Речовина для гасіння — фреон 114В2.

### Обладнання
Устаткування, за винятком апаратури спеціального призначення, на розвідниках і перехоплювачах уніфіковано. Воно складається з: зв'язкової КХ-радіостанції Р-847РМ (пізніше — Р-864); зв'язкової УКХ-радіостанції Р-832М «Эвкалипт»; радіостанції Р-802; радіокомпаса АРК-10; радіовисотоміра великих висот РВ-19 (пізніше — РВ-18); радіовисотоміра малих висот РВ-4 (РВ-4А); станції попередження про опромінення СПО-10 «Сирена-ЗМ» (пізніше — СПО-15 «Береза»); маркерного радіоприймача МРП-56П; відповідача системи управління повітряним рухом СО-63Б (пізніше — СО-69); відповідача системи державного розпізнавання СРО-2П; радіосистеми ближньої навігації РСБН-6С «Корал»; антенно-фідерної системи «Піон-ЗП»; переговорного пристрою СПУ-7; захищеного накопичувача інформації «Тестер УЗЛ»; апаратури мовної інформації П-591 з магнітофоном РИ-65; магнітофона МС-6 «Ліра»; приймача повітряного тиску ПВД-7; системи автоматичного і ручного управління повітрозабірником СРВМу-2А та ін.
Крім того, на всіх перехоплювачах встановлена автоматизована пілотажно-навігаційна система «Полет-1И», що включає в себе: систему ближньої навігації і посадки «Ромб-1К»; систему автоматизованого управління польотом САУ-155П1 (САУ-155Р1 — на розвідниках); курсовертикаль; систему повітряних сигналів СВС-ПН-5. Система «Полет-1И» забезпечує політ в будь-який час доби, в простих і складних метеоумовах, в автоматичному, напівавтоматичному (директорному) і ручному режимах управління. При взаємодії з наземними азимутально-далекомірними і курсо-глісадними радіомаяками система забезпечує: програмний набір висоти; маршрутний політ по заздалегідь запрограмованих трьох проміжних точках і чотирьох аеродромах; повернення на аеродром вильоту або один з трьох запасних аеродромів; привід літака на незапрограмований аеродром і посадку у ручному режимі; заходження на посадку до висоти 50 м; повторний захід на посадку; політ на радіоорієнтир. Система «Полет-1И» сполучається з апаратурою бортового наведення і бортовою РЛС і забезпечує виведення літака в зону виявлення і атаки цілі.
Ключовим елементом бортового електронного обладнання перехоплювачів є система управління озброєнням (СУО, рос. СУВ), призначена для забезпечення перехоплення і ураження повітряних цілей вдень, вночі в простих і складних метеоумовах із застосуванням ракетного озброєння. Основу СУО становить РЛС РП-25 «Смерч-А» (виріб «720»), а з середини 1970-х рр. — її модифікація РП-25МН «Смерч-А2». Перехоплювачі МіГ-25ПД і МіГ-25ПДС обладнувалися РЛС типу «Сапфір-25», яка також позначалася як РП-25М або РП-25МН. Крім РЛС, до складу СУО входять: теплопеленгатор ТП-26Ш (на МіГ-25ПД і МіГ-25ПДС); аналогова обчислювальна машина АВМ-25; апаратура об'єктивного контролю ПАУ-473. СУО з'єднувалася з відповідачем системи державного розпізнавання. Дальність виявлення середньорозмірної цілі РЛС «Сапфір-25» перевищує 100 км. Перехоплювачі МіГ-25П обладнані радіокомандною системою наведення із землі «Лазур». На МіГ-25ПД і МіГ-25ПДС встановлена нова апаратура наведення і цілевказівки БАН-75, що взаємодіє з наземним комплексом наведення «Луч-1».
Розвідувально-бомбардувальні модифікації оснащені прицільно-навігаційною системою «Пеленг-Д» (або «Пеленг-ДР», «Пеленг-ДМ»), до складу якої входять: інерційно-курсова система ІКС-8; доплерівський вимірювач ковзання і кута зносу ДИСС-3С «Стріла» (пізніше — ДИСС-7 «Пошук»); цифрова обчислювальна машина ЦВМ-10-155 «Орбіта-155». Літаки несли станції постановки перешкод СПС-141, СПС-142, СПС-143 або СПС-151. На МіГ-25БМ встановлений прицільний комплекс «Ягуар» зі станцією виявлення і цілевказівки «Сич-М».

### Електрична система
Електрична система літака включає два канали електропостачання постійним струмом з напругою 28 В і дві мережі трифазного змінного струму частотою 400 Гц із напругою 208 В (для перехоплювачів) або 115 В (для розвідників). У кожному каналі постійного струму основними джерелом енергії є генератор ГСР-12КИС, а резервним — акумуляторна батарея 15СЦС-45Б. Джерела змінного струму — генератори СГК-11/1,5КИС (або СГК-11/1,5КИС-М), що обертаються від приводів постійних обертів ППО-20 (по одному на кожен двигун). Оскільки ряд споживачів вимагає живлення змінним струмом частотою 400 Гц і напругою 36 В, до кожної мережі підключені трансформатори Т-1,5/02. В аварійній ситуації забезпечується автоматичне вимикання потужних споживачів електроенергії для того, щоб агрегати, що забезпечують посадку, могли пропрацювати не менше 15 хвилин.

### Гідросистема
Гідросистема складається з двох автономних систем — бустерної і загальної. Загальна забезпечує: забирання й випуск шасі, закрилків і гальмових щитків; гальмування коліс (в тому числі і їх пригальмовування при буксируванні літака); автоматичне гальмування коліс основних опор при забиранні; управління передньою опорою шасі і повітрозабірниками (в тому числі й аварійне прибирання клинів); живлення однієї з камер двокамерних бустерів системи управління літаком; закриття стулок турбостартерів після запуску двигунів. Бустерна система служить для живлення іншої камери бустерів СУ і аварійного гальмування коліс шасі. Джерелом енергії в обох системах слугують поршневі ротативні насоси НП-70А, що працюють спільно з гідроакумуляторами. Кожну гідросистему обслуговують по два насоси, один з яких встановлений на коробках приводів правого двигуна, інший — лівого. Робочий тиск 180—210 кг/см2.

### Повітряна система
Повітряна система складається з трьох самостійних систем: основної, аварійної та системи наддуву блоків радіоустаткування. Основна система забезпечує: герметизацію ліхтаря і включення його ПОС; управління подачею азоту в паливні баки і аварійним зливом палива; випуск гальмівних парашутів і їх скидання; управління заслінками охолодження генераторів, стулками турбостартера та ін. Аварійна повітряна система слугує для аварійного випуску шасі і установки нижніх стулок повітрозабірників під злітно-посадкове положення. Система наддуву забезпечує наддув радіоустаткування і бака системи рідинного охолодження блоків РЛС (для перехоплювачів) або станцій радіотехнічної розвідки (для розвідників). Стиснене повітря міститься в трьох балонах. Ємність повітряного балону основної системи — 14 л, аварійної — 10 л, системи наддуву — 2 л.

### Система керування
Система керування — бустерна необоротна. У кабіні розміщені класичні органи керування — ручка і педалі з механізмами завантаження. Проводка управління — механічна, змішана: жорстка (на прямолінійних ділянках) і тросова (на кутах). Як силові приводи використовуються двокамерні гідропідсилювачі: два БУ-170 (по одному бустеру на кожну консоль стабілізатора), один БУ-170Е, що відхиляє обидва елерони, і один БУ-190 для керма напряму. В системі керування стабілізатором встановлена автоматика АРУ-90А, яка змінює передавальне відношення між відхиленнями ручки і стабілізатора в залежності від швидкісного напору повітря. Для зниження навантажень на педалі і ручку керування літаком використовуються механізми тримерного ефекту МП-100М. Літак оснащений системою автоматичного управління САУ-155, виконавчими елементами в якій є кермові агрегати РАУ-107А у всіх каналах управління, що працюють як розсувні тяги. Для поліпшення поперечної керованості літака слугує система диференціального відхилення стабілізаторів і система компенсації при несиметричних пусках ракет.

### Системи життєзабезпечення
Система кондиціонування призначена для підтримки в кабіні льотчика і відсіках обладнання заданої температури і тиску. Повітря відбирається від компресорів обох двигунів (близько 800 кг/год), охолоджується і подається в кабіну (підтримується температура близько +20 °C) і відсіки обладнання. Комплект кисневого обладнання ККО-5ЛП забезпечує працездатність льотчика у всьому діапазоні висот у герметизованій кабіні і на висотах до 11 км при її розгерметизації. Спорядження льотчика: гермошолом ГШ-6 або захисний шолом ЗШ-5 або ЗШ-7 (при польоті на малих висотах); висотний компенсуючий костюм ВКК-6М або вентильований костюм ВК-3, а при польотах над морем — висотний морський рятувальний комплект ВМСК-4 або ВМСК-2М, рятувальний пояс АСП-74 або жилет АСЖ-58. При загрозі застосування зброї масового ураження до складу спорядження додатково включається захисний одяг «Комплект-Л».

### Система катапультування
Система катапультування включає крісло КМ-ТМ, що дозволяє рятувати льотчика на висотах до 20000 м і швидкостях до 1200 км/год, а також на зльоті і посадці при швидкості не менше 130 км/год. Катапультне крісло оснащене парашутним кисневим приладом КП-27М, що забезпечує живлення льотчика киснем аж до приземлення, на ньому також розміщується переносний аварійний запас: автоматично надувний гумовий човен, аварійний радіомаяк «Комар», засоби сигналізації та життєзабезпечення.

### Озброєння і розвідувальне обладнання
Озброєння перехоплювачів МіГ-25П складається з чотирьох ракет середньої дальності Р-40: двох із радіолокаційною (Р-40Р) і двох із тепловою (Р-40Т) головками самонаведення. Ракети підвішені на пускових пристроях АПУ-84-46 і призначені для ураження неманевренних і маневренних (з перевантаженням до 4g) цілей. Модернізовані перехоплювачі МіГ-25ПД і МіГ-25ПДС озброєні удосконаленими ракетами Р-40РД, Р-40РД1 і Р-40ТД. Ці перехоплювачі можуть нести на зовнішніх пілонах замість однієї Р-40 по дві ракети ближнього бою Р-60 або Р-60М на спарених пускових пристроях АПУ-60-IIM.
Спецобладнання розвідників-бомбардувальників: аерофотоапарати А-70М, А-Е/10, А-72, С45-АРЭ, нічний НА-75; станції загальної радіотехнічної розвідки СРС-4А або СРС-4Б, або СРС-4В (на МіГ-25РБ), або СРС-9 «Віраж» (на МіГ-25РБВ), або «Тангаж» (на МіГ-25РБТ); станцію радіоелектронної розвідки «Куб-ЗМ» (на МіГ-25РБК); РЛС бокового огляду «Шабля» (на МіГ-25РБС) або «Шомпол» (на МіГ-25РБШ); станцію детальної радіотехнічної розвідки «Шар-25» (на МіГ-25РБФ).
Бомбове навантаження розвідників-бомбардувальників — 4000 кг, літаків пізніх серій випуску (з № 02022077) — 5000 кг. Бомби підвішуються на чотирьох балкових тримачах: двох МБДЗ-У2 під крилом (по осях внутрішніх пілонів перехоплювача) і двох МБДЗ-У2Т під фюзеляжем (тандемом по осі симетрії літака). Ці варіанти МіГ-25 можуть нести на спеціальних тримачах ядерні бомби. На МіГ-25БМ замість бомб можуть підвішуватися на підкрилових пускових пристроях АКУ-58 чотири керовані протирадіолокаційні ракети Х-58У з дальністю пуску понад 40 км.

## Модифікації

### Розвідники
- МіГ-25Р («Виріб 02») — розвідник, випускався у 1969—1970 роках.
- МіГ-25РБ («Виріб 02М») — розвідник-бомбардувальник. Від МіГ-25Р (розвідник) відрізнявся обладнанням для підвіски бомб. Міг нести ядерну зброю. Випускався у 1970—1972 роках. Для прицілювання при бомбометанні або автоматичному скиданні бомб відповідно до заданих параметрів y МіГ-25РБ і його подальших модифікаціях використана система навігаційного бомбометання «Пеленг-Д» або «Пеленг-ДР» (згодом «Пеленг-ДМ»), до складу якої входило високоточне інерційно-навігаційне обладнання (виріб «Аніс-8»), доплерівський вимірювач кута знесення ДІСС-3С (на пізніх варіантах ДІСС-7) і бортова ЕОМ ЦВМ-10-155 «Орбіта-155».
- МіГ-25РБВ («Виріб 02В») — варіант МіГ-25РБ зі станцією СПС-9 «Віраж». Переобладнувались серійні літаки, починаючи з 1978 року.
- МіГ-25РБВДЗ — варіант МіГ-25РБВ із системою дозаправлення паливом у повітрі.
- МіГ-25РБК («Виріб 02К») — літак радіотехнічної розвідки. Оснащувався станцією детальної радіотехнічної розвідки Куб-3 (Куб-3М) (Виріб 3М). До складу обладнання також входила станція постановки перешкод СПС-143 (Виріб 143). Випускався у 1972—1980 роках. У 1981 році був модернізований.
- МіГ-25РБН («Виріб 02Н») — розвідник-бомбардувальник нічний. Відрізнявся наявністю нічного аерофотоапарата НАФА-75, станції СПС-9 «Віраж» та фотоосвітлювальними бомбами ФОТАБ-100-140 під крилом. Переобладнувалися МіГ-25РБ і МіГ-25РБВ.
- МіГ-25РБС (укр. РБШ) («Виріб 02С») — розвідник-бомбардувальник з РЛС бокового огляду «Шабля» (рос. «Сабля»). Також бортове обладнання доповнено станцією постановки перешкод СПС-142 (Виріб 142). Випускався у 1972—1977 роках.
- МіГ-25РБТ («Виріб 02Т») — розвідник-бомбардувальник зі станцією радіотехнічної розвідки «Тангаж». Випускався з 1978 року.
- МіГ-25РБФ («Виріб 02Ф») — МіГ-25РБК модернізований. У 1981 році на літаках МіГ-25РБК замінено бортове радіоелектронне обладнання.
- МіГ-25РБШ («Виріб 02Ш») — розвідник-бомбардувальник з РЛС бічного огляду «Шар-25». У 1981 році переобладнано частину МіГ-25РБС
- МіГ-25РБШДЗ — варіант МіГ-25РБШ із системою дозаправки паливом у повітрі.
- МіГ-25РР — літак радіаційної розвідки.
- МіГ-25РУ (укр. РН) («Виріб 39») — розвідник навчальний, відрізнявся наявністю другої кабіни. Випускався з 1972 року.
- МіГ-25РУ «Буран» — летюча лабораторія. Один літак МіГ-25РУ був переобладнаний для відпрацювання катапультних крісел космічного корабля «Буран».
- МіГ-25БМ («Виріб 02М») — ударний літак для знищення РЛС супротивника. Розроблений у 1976 році на базі розвідника-бомбардувальника. Оснащений апаратурою РЕБ і 4 керованими ракетами Х-58У. Випускався у 1982—1985 роках. Прийнято на озброєння у 1988 році.
- МіГ-25РБМ — модифікація літака МіГ-25БМ, випущена у 1984 році.
- МіГ-25МР («Виріб 02Б») — метеорологічний розвідник. Призначався для метеорологічних спостережень і відрізнявся від розвідника спецобладнанням і відсутністю фотоапаратів і станцій «СРС-4». За типом МіГ-25МР переобладнувалися раніше випущені літаки МіГ-25РБ.

### Перехоплювачі
- МіГ-25П («Виріб 84») — перехоплювач. Перші 7 передсерійних літаків виготовлено у 1966 році. Серійно випускався у 1971—1979 роках.
- МіГ-25М (Е-155М) — дослідний варіант, побудований у 1974 році на базі МіГ-25РБ з новими двигунами «Р15БФ2-300» тягою по 13500 кгс, досконалішою навігаційною системою «Пеленг-2» і збільшеним до 5000 кг бомбовим навантаженням. Серійно не випускався.
- МіГ-25МП («Виріб 99») — дослідний літак із двигунами Д-30Ф6 конструкції П. А. Соловйова. У 1975 році переобладнано 2 літаки. Послугував прототипом МіГ-31.
- МіГ-25П-10 — летюча лабораторія для відпрацювання катапультного пуску ракет Р-33.
- МіГ-25ПУ (укр. ПН) («Виріб 22») — перехоплювач навчальний, відрізнявся наявністю другої кабіни. Випускався з 1969 року.
- МіГ-25ПУ-СОТН (укр. ПН-ЛОТС) — летюча лабораторія (літак оптико-телевізійного спостереження). У 1985 році переобладнано 1 літак для досліджень за програмою «Буран».
- МіГ-25ПД («Виріб 84Д») — перехоплювач доопрацьований. Розроблений у 1976—1978 роках після викрадення МіГ-25П в Японію. Було змінено склад обладнання, встановлені двигуни Р-15БД-300. Випускався з 1979 року.
- МіГ-25ПДС — перехоплювач, доопрацьований в строю. У 1979—1982 роках літаки МіГ-25П переобладнувалися на ремонтних заводах по типу МіГ-25ПД.
- МіГ-25ПДСЛ — летюча лабораторія. Оснащувався станцією радіоперешкод і пристроєм викиду інфрачервоних пасток. Переобладнаний 1 МіГ-25ПДС.
- МіГ-25ПДЗ — перехоплювач із системою дозаправки паливом у повітрі. Переобладнаний 1 літак.

## Тактико-технічні характеристики
| ТТХ МіГ-25 різних модифікацій                |                                    |                                                                                   |                                    |
|                                              | МіГ-25П                            | МіГ-25РБ                                                                          | МіГ-25РУ                           |
| Технічні характеристики                      |                                    |                                                                                   |                                    |
| Екіпаж                                       | 1                                  | 1                                                                                 | 2                                  |
| Довжина, м                                   | —                                  | 21,55                                                                             | —                                  |
| Довжина фюзеляжу, м                          | 19,75                              | 19,581                                                                            | 19,431                             |
| Розмах крила, м                              | 14,015                             | 13,38                                                                             | 14,015                             |
| Висота, м                                    | 6,5                                | 6,5                                                                               | 6,5                                |
| Площа крила, м² (з центральною секцією)      | 61,4                               | 58,9                                                                              | 61,4                               |
| Коефіцієнт подовження крила                  | 2,94                               | 2,94                                                                              | 2,94                               |
| Коефіцієнт звуження крила                    | 3,1                                | 3,1                                                                               | 3,1                                |
| Кут стріловидності по передній кромці        | 42°30'                             | 41°02'                                                                            | 42°30'                             |
| База шасі, м                                 | 5,144                              | 5,144                                                                             | 5,144                              |
| Колія шасі, м                                | 3,85                               | 3,85                                                                              | 3,85                               |
| Маса спорядженого, кг                        | —                                  | 20 000                                                                            | 19 300                             |
| Нормальна злітна маса, кг                    | 34 920                             | 37 100                                                                            | 32 100                             |
| Максимальна злітна маса, кг                  | 36 720 з 4×Р-40                    | 41 200 з 5 т бомб                                                                 | 39 200                             |
| Маса палива, кг                              | 14 570                             | 15 000                                                                            | 14 500                             |
| Об'єм паливних баків, л                      | 16 580                             | 17 780                                                                            | —                                  |
| Підвісний паливний бак                       | 1 × 5280 л (4450 кг) під фюзеляжем | 1 × 5280 л (4450 кг) під фюзеляжем                                                | 1 × 5280 л (4450 кг) під фюзеляжем |
| Силова установка                             | 2 × ТРДФ Р15БД-300                 | 2 × ТРДФ Р15БД-300                                                                | 2 × ТРДФ Р15БД-300                 |
| Безфорсажна тяга, кгс (кН)                   | 2 × 7500 (73,5)                    | 2 × 7500 (73,5)                                                                   | 2 × 7500 (73,5)                    |
| Форсажна тяга, кгс (кН)                      | 2 × 11200 (109,8)                  | 2 × 11200 (109,8)                                                                 | 2 × 11200 (109,8)                  |
| Льотні характеристики                        |                                    |                                                                                   |                                    |
| Максимальне число Маха                       | 2,83                               | 2,83                                                                              | 2,65                               |
| Максимальна швидкість на висоті, км/год (м)  | 1440 (0) 3000 (13 000)             | 1440 (0) 3000 (13 000)                                                            | 1400 (0) 2810 (13 000)             |
| Швидкість відриву, км/год (без ППБ)          | 360                                | 360                                                                               | 350                                |
| Посадкова швидкість, км/год                  | 290                                | 290                                                                               | 290                                |
| Бойовий радіус, км                           | —                                  | 680 / 920 (з ППБ) (М=2,35) 770 / 1040 (з ППБ) (М=0,92) 560 (з 4×ФАБ-500) (М=2,35) | —                                  |
| Практична дальність, км                      | 1250 (М>1) 1730 (М<1) з 4×Р-40     | 1635 / 2130 (з ППБ) (М>1) 1865 / 2400 (з ППБ) (М<1)                               | —                                  |
| Практична стеля, м                           | 20 700 з 4×Р-40                    | 23 000                                                                            | 22 200                             |
| Час набору висоти                            | 20000 м за 8,9 хв.                 | 20000 м за 8,2 хв. (з 4× ФАБ-250) 20000 м за 6,7 хв. 10000 м за 1,33 хв.          | —                                  |
| Довжина розбігу, м                           | 1200                               | 1200                                                                              | 1200                               |
| Довжина пробігу, м                           | 800                                | 800                                                                               | 900                                |
| Тягооснащеність (з нормальним навантаженням) | —                                  | 0,667                                                                             | 0,681                              |
| Максимальне експлуатаційне перевантаження    | +4,5 g (+5,0 g у МіГ-25ПД)         | +3,8 g                                                                            | +3,8 g                             |
| Аеродинамічна якість                         | —                                  | 7,6 при М<0,86 4,2 при М=1,5                                                      | —                                  |
| Озброєння                                    |                                    |                                                                                   |                                    |
| Точок підвіски                               | 4                                  | 4                                                                                 | 4                                  |
| Ракети «повітря-повітря»                     | 2—4 × Р-40Р/Т до 4 × Р-60          | Ні                                                                                | Ні                                 |
| Авіабомби                                    | Ні                                 | 4—8 × ФАБ-500                                                                     | Ні                                 |

## Викрадення
6 вересня 1976 року перехоплювач МіГ-25 був викрадений льотчиком ВПС СРСР Віктором Беленком до Японії (м. Хакодате). Після цього протягом багатьох років у далекосхідних частинах стали заправляти літаки з розрахунку, щоб літаку не вистачило пального до іноземного аеропорту. Було також модернізовано бортове обладнання та озброєння; новий літак став випускатися з індексом МіГ-25ПД (перехоплювач доопрацьований), а всі МіГ-25П на озброєнні були доведені до рівня МіГ-25ПД і отримали позначення МіГ-25ПДС (перехоплювач, доопрацьований в строю).
Існує думка, що викрадений літак потрапив до рук американських авіаконструкторів, які вивчили машину і на основі отриманих даних сконструювали американський F-15. Однак, ця думка спростовується тим, що F-15 був прийнятий на озброєння в тому ж 1976 році, а перший політ зробив у 1972 році. Так чи інакше, радянський уряд ухвалив рішення про глибоку модернізацію літака. Новий літак, що став ще ефективнішим, був прийнятий під індексом МіГ-31.
Після того, як літак, викрадений Беленком, повернули СРСР, він був відправлений на вивчення на Горьківський авіазавод, а потім у розібраному стані — у Даугавпільське Вище військове авіаційне інженерне училище. У ДВВАІУ літак слугував тренажером, а наприкінці 1980-х років був списаний і розібраний на сувеніри.

## Оператори

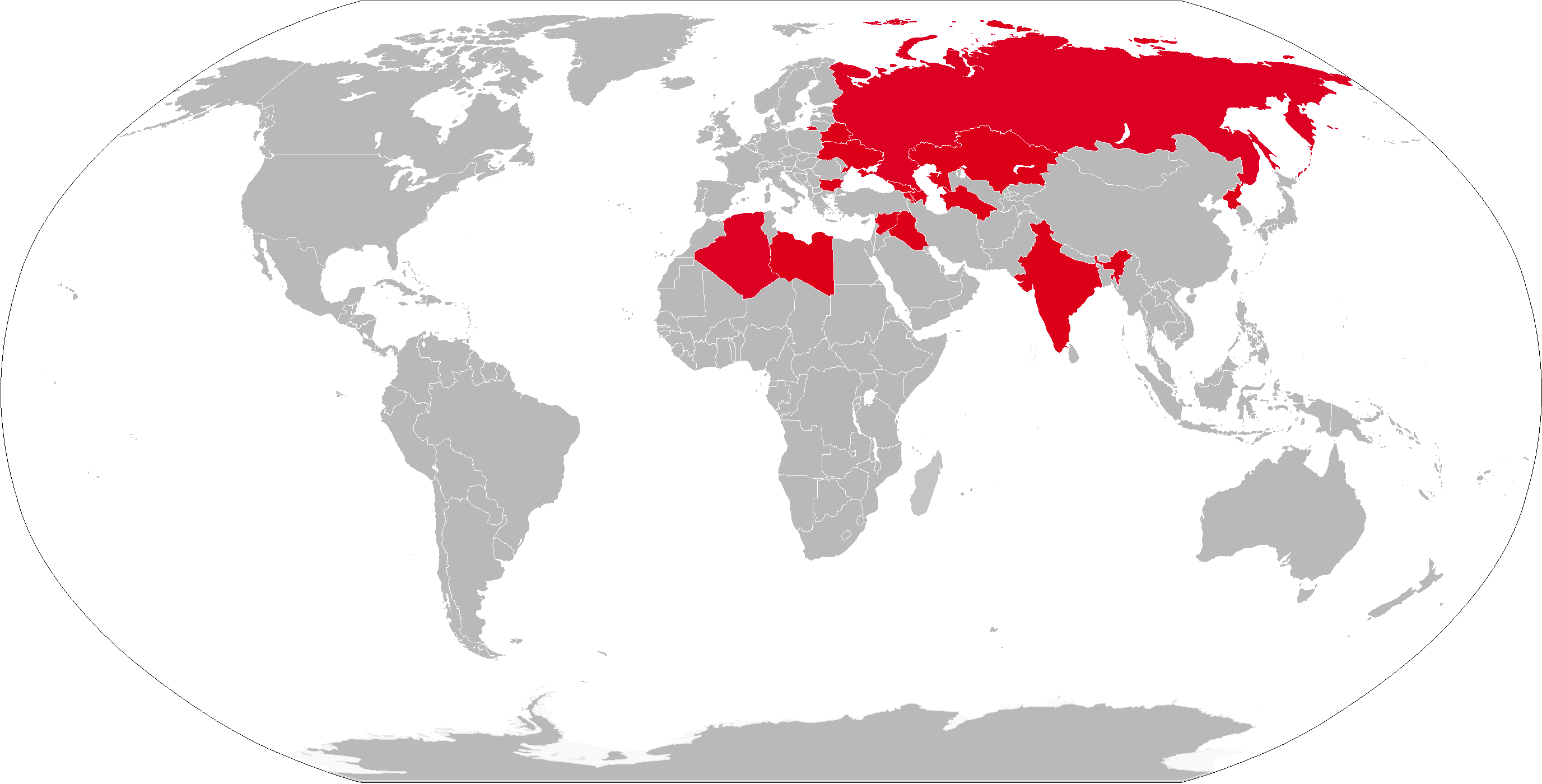
Світові оператори МіГ-25; сині — сучасні, червоні — колишні.

### Колишні
Азербайджан
- Після розпаду СРСР країна отримала 8 МіГ-25ПД, 14 МіГ-25РБ та 6 МіГ-25ПУ. Ці літаки активно воювали в небі Карабаху як бомбардувальники. Як мінімум один МіГ-25 був збитий вірменською ППО[2].

 Алжир
- Країна отримала з різних джерел 48 МіГ-25ПДС, МіГ-25РБВ, МіГ-25ПУ та МіГ-25РУ. Частина літаків пройшла капітальний ремонт в Україні. За останній час як мінімум один МіГ-25 розбився[3]. 05.07.2022 МіГ-25ПД пролетіли на параді на честь 60-річчя незалежності Алжиру; це останній політ МіГ-25 Алжиру перед виведенням з експлуатації і остання країна яка есплуатувала Міг-25[4]

 Болгарія
- У листопаді 1982 країна отримала 3 МіГ-25РБТ та 1 МіГ-25РУ. в листопаді 1982 року, базувалися на авіабазі Добрич у північно-східній Болгарії. Згодом літаки надійшли на озброєння 26-го розвідувального авіаполку для ведення фото та радіоелектронної розвідки. 12 квітня 1984 один літак розбився, інші у травні 1991 було змінені в РФ на 5 МіГ-23МЛД.[5]

 Білорусь
- Білорусі при розділі військового майна колишнього СРСР дісталось 50 МіГ-25 (з них тільки 13 МіГ-25ПД). В 1995 цей тип був знятий з озброєння ВПС Білорусі. Всі літаки знаходяться на зберіганні на авіабазі Барановічі.

 Вірменія
- 14.01.1993 льотчик-контрактник ВПС Азербайджану замість виконання бойового завдання перегнав МіГ-25ПД № 04 до Вірменії, виконавши посадку на аеродромі Еребуні[6]. З того часу єдиний літак умовно входить до складу ВПС Вірменії.

 Сирія
- Сирія отримала 16 МіГ-25ПД, 8 МіГ-25РБ та 2 МіГ-25ПУ. Сирійські літаки активно використовувалися проти ізраїльських нальотів. Як мінімум 2 МіГ-25ПД були збиті у повітряних боях. Нинішній стан неясний.

 Туркменістан
- Туркменські ВПС у 1993 отримали з розформованого 107-го ВАП в Актепе 24 МіГ-25ПД та МіГ-25ПУ.

 Індія
- Індія в 1981 отримала 6 МіГ-25РБК та 2 МіГ-25РУ. Зняті з озброєння в травні 2006.

 Ірак
- На початку 1980-х Ірак отримав як мінімум 18 МіГ-25ПД, МіГ-25ПДС, МіГ-25РБ та МіГ-25РБТ. Машини активно воювали у ході ірано-іракської війни. У війні 1991 було втрачено як мінімум 4 МіГ-25[7].

 Казахстан
- Казахстан мав на озброєнні 30 МіГ-25. В 1998 5 літаків продані до Азербайджану[8]. Нині з озброєння знятий.

 Лівія
- ВПС країни отримали 60 МіГ-25ПД, МіГ-25РБК, МіГ-25ПУ та МіГ-25РУ. Машини активно використовувались у декількох війнах, що вів Каддафі.

 Росія
 СРСР
 Україна

## МіГ-25 у складі Військово-Повітряних Сил України[9]
У спадок від СРСР Військово-Повітряні Сили України отримали 79 МіГ-25, у тому числі перехоплювачі, розвідники та навчально-тренувальні модифікації. Станом на 1991 рік на території України МіГ-25 в різних модифікаціях знаходився на озброєнні в 48 ОГРАП (Коломия) та 511 ОРАП (Буялик) — розвідувальна модифікація МіГ-25РБ (РБС, РБТ, РБФ, спарки РУ); 146 ВАП (Васильків) та 933 ВАП ППО (Дніпро) — перехоплювачі МіГ-25П (ПДС, ПД, спарки ПУ).
Перехоплювачі МіГ-25П надійшли до Василькова та Дніпра в кінці 1970-х рр. та перебували на озброєнні до 1993 та 1996 років відповідно. Після розформування 146 та 933 ВАП літаки були виведені в Запоріжжя для консервації, надалі більшість була утилізована.
Розвідувальні МіГ-25РБ були зняті з озброєння в 1996 році та в цей же рік здійснили переліт з Коломиї до Запоріжжя для подальшої утилізації. Слід зазначити, що в 1995 році кілька бортів пройшли ремонт, однак вже в 1996 році були зняті з озброєння.
На межі 1990—2000 рр. на ЗДАРЗ «МіГремонт» літав МіГ-25ПУ, який був окрашений в яскравий камуфляж та використовувався для підтримки навичок заводських льотчиків та випробування обладнання.
Також на початку 2000-х рр. на ЗДАРЗі літав МіГ-25РБС б/н 17, який надалі став експонатом в авіаційному музеї Вінниці. До речі, даний борт здійснив переліт із Запоріжжя до Вінниці, а далі автомобільним транспортом був перевезений в музей.
В 2004 році відбувся останній політ МіГ-25РБТ б/н 73.
На даний час на території ЗДАРЗ «МіГремонт» знаходиться на зберіганні 7 МіГ-25 різних модифікацій.
В якості пам'ятників: МіГ-25ПДС б/н 17 в Енергодарі; МіГ-25РБС б/н 17 у Вінниці; МіГ-25РБТ б/н 09 у Жулянах; МіГ-25РБС б/н 75 у Луганську.

## Галерея

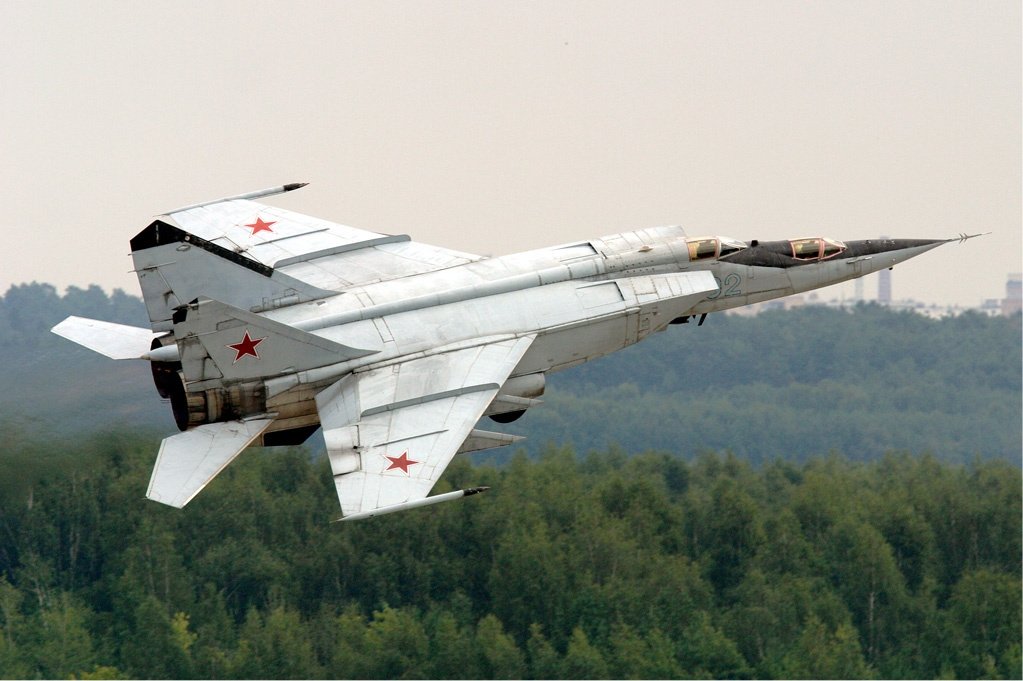
МіГ-25 ПУ
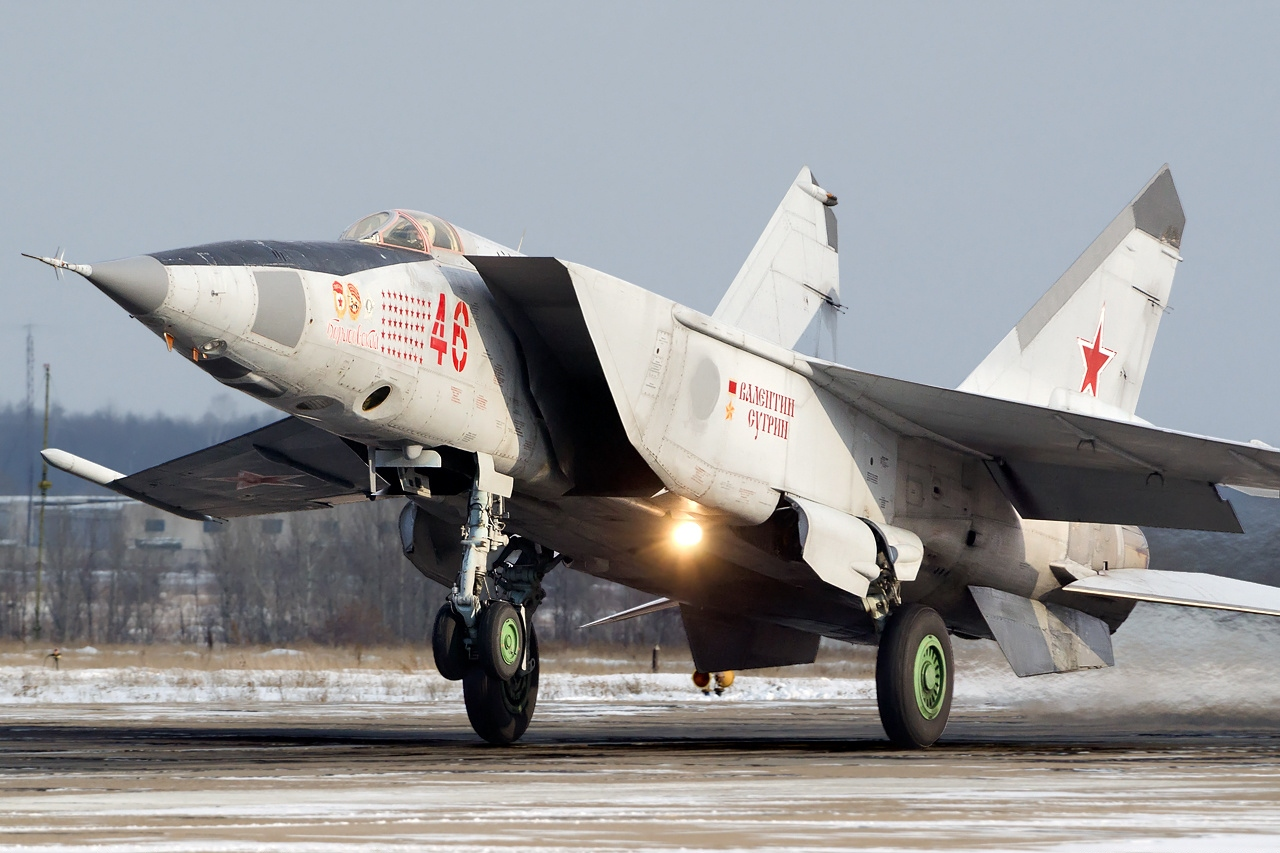
МіГ-25РБ
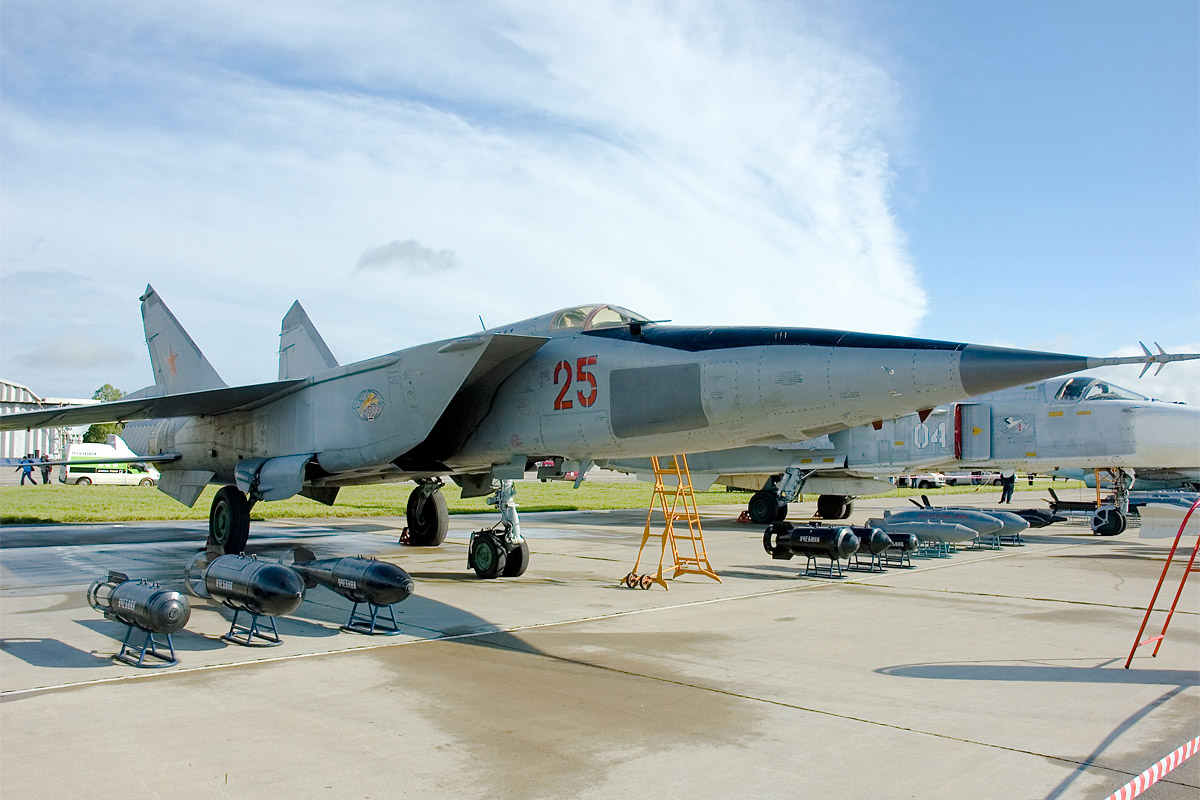
МіГ-25РБС